# Teriitaria II

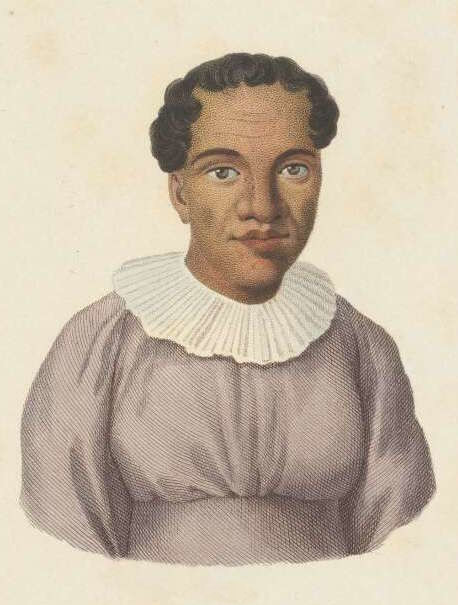
Teriitaria II

Teri'itaria II, Pōmare Vahine eller Ari'ipaea Vahine, född 1790, död 1858, var Tahitis drottning som gift med kung Pomare II (r. 1815-1820). Hon regerade Tahiti som förmyndare för sin styvson Pomare III 1820-1827. Hon var också regerande drottning av Huahine 1815-1852. 

## Biografi
Teriitaria II var dotter till kung Tamatoa III av Raiatea och Tura’iari’i Ehevahine av Huahine och dotterdotter till drottning Tehaapapa I av Huahine. 
Hon och hennes syster Teriʻitoʻoterai Tere-moe-moe gifte sig båda med sin syssling Pomare II. Maken blev kung 1815. Själv efterträdde Teriitaria II sin farmor som regerande drottning av Huahine 1815.   
Vid makens död 1820 efterträddes han som Tahitis monark av sin son med hennes syster, hennes systerson och styvson Pomare III. Denne var född samma år och en förmyndarregering tillsattes bestående av Teriitaria II, kungens mor (hennes syster) och fem stamhövdingar. Pomare III avled vid sju års ålder efter sju års regeringstid och efterträddes då av drottning Pomare IV. Teriitaria II gifte om sig med Ari'ipaea. 
Teriitaria II fortsatte att regera sitt eget rike Huahine fram till att hon avsattes i ett inbördeskrig av Ari'imate 1852.